# Desenvolupament (geometria diferencial)

Una connexió afí a l'esfera fa rodar el pla tangent afí d'un punt a un altre. Mentre ho fa, el punt de contacte traça una corba en el pla: el desenvolupament.

En la geometria diferencial clàssica, el desenvolupament es refereix a la idea simple de fer rodar una superfície llisa sobre una altra en l'espai euclidià. Per exemple, el pla tangent a una superfície (com l'esfera o el cilindre) en un punt es pot fer rodar al voltant de la superfície per obtenir el pla tangent en altres punts.
El contacte tangencial entre les superfícies que s'enrotllen una sobre l'altra proporciona una relació entre els punts de les dues superfícies. Si aquesta relació és (potser només en un sentit local) una bijecció entre les superfícies, llavors es diu que les dues superfícies són desenvolupables l'una sobre l'altra o desenvolupaments l'una de l'altra. Dit d'una altra manera, la correspondència proporciona una isometria, localment, entre les dues superfícies.
En particular, si una de les superfícies és un pla, llavors l'altra s'anomena superfície desenvolupable: per tant, una superfície desenvolupable és aquella que és localment isomètrica a un pla. El cilindre és desenvolupable, però l'esfera no.
El desenvolupament es pot generalitzar encara més utilitzant connexions planes. Des d'aquest punt de vista, fer rodar el pla tangent sobre una superfície defineix una connexió afí a la superfície (proporciona un exemple de transport paral·lel al llarg d'una corba), i una superfície desenvolupable és aquella per a la qual aquesta connexió és plana.
De manera més general, qualsevol connexió de Cartan plana en una varietat defineix un desenvolupament d'aquesta varietat a l'espai model. Potser l'exemple més famós és el desenvolupament de n -varietats planes conformes, en què l'espai model és l'esfera n. El desenvolupament d'una varietat plana conforme és un difeomorfisme local conforme des de la coberta universal de la varietat fins a l'esfera n.